# Zakázané uvolnění (film, 2014)
Zakázané uvolnění je český film režiséra Jana Hřebejka z roku 2014. Vypráví o svatbě a děj se odehrává v hospodě během hokejového zápasu české reprezentace proti slovenské, kam je během svatby unesena nevěsta. Zfilmován byl podle stejnojmenné divadelní hry Zakázané uvolnění, které mělo premiéru 15. září 2012 v A studiu Rubín (režie Daniel Špinar, scénář Petr Kolečko).

## Výroba
Film se natáčel v červenci 2013 v Bohumíně. Jako filmová hospoda Lapačka posloužil bohumínský klub Bublina. Točilo se i na zámku v Šilheřovicích (scéna svatby), v Ostravě a v okolních lesích.

## Obsazení
- Hana Vágnerová
- Zuzana Stavná
- Ondřej Sokol
- Jana Stryková
- Igor Orozovič
- Tomáš Jeřábek
- Norbert Lichý

## Píseň
Ústřední stejnojmennou píseň filmu nazpíval Michal Hrůza a je také jedním ze singlů jeho nového alba Den. Videoklip se natáčel na hokejovém stadionu, kromě Hrůzy v něm hrají Hana Vagnerová a Zuzana Stavná.

## Účast na festivalech
Na festivalu Novoměstský hrnec smíchu film Zakázané uvolnění vyhrál u diváků, podle pořadatelů se u něj bavili nejvíce z celé produkce festivalu.

## Recenze
- Alena Prokopová, Lidové noviny
- František Fuka, FFFilm
- Mirka Spáčilová, iDNES.cz